# National Geographic (tijdschrift)

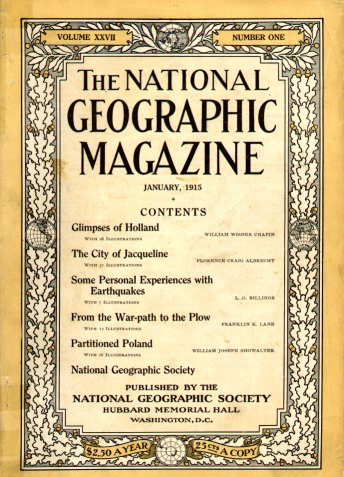
Omslag van de National Geographic van januari 1915

De National Geographic, oorspronkelijk National Geographic Magazine geheten, is het tijdschrift van de National Geographic Society. Het zag het levenslicht negen maanden na de oprichting van het genootschap in 1888. Het is nu een van de bekendste tijdschriften ter wereld, in een oogopslag herkenbaar aan de brede gele rand rondom de omslag.
Het tijdschrift wordt twaalf keer per jaar (maandelijks) uitgegeven. Naast de reguliere uitgaven komen er af en toe ook speciale, thematische edities uit. Het is vermaard om zijn vele artikelen over de meest verre regio's van de wereld en de kaarten die bij de expedities daarheen worden gemaakt. Het kaartenarchief van het genootschap is zelfs gebruikt door de Amerikaanse overheid als haar eigen bronnen tekortschoten.
Toen de kleurenfotografie nog in haar kinderschoenen stond, begin 20e eeuw, verschenen er reeds kleurenfoto's in National Geographic.

## Omslagpunt in 1905
Het omslagpunt van National Geographic, waarin het de stap zette van een tekstgeoriënteerde uitgave die dicht in de buurt lagen van een wetenschappelijk tijdschrift, naar het kenmerkende magazine die zijn bekendheid verwierf vanwege exclusief fotomateriaal, gebeurde in januari 1905. Gilbert H. Grosvenor, redacteur sinds 1903, ontdekte kort voorafgaand aan het starten van de drukpersen dat het blad elf pagina's tekortkwam. In de hectiek zocht hij zijn kantoor door en opende daarbij een enveloppe vol met foto's uit Lhasa, afkomstig van de ontdekkingsreis in Tibet van 1900-01 van de Russen Gombojab Tsybikov en Ovsje Norzoenov.
Grosvenor nam er de beste foto's uit en nam ze in de drukversie op. De uitgave was een doorslaand succes, vanwege ontdekkingen die de lezer te zien kreeg van een van meest afgelegen en onontdekte plekken in de wereld. Grosvenor verwachtte in eerste instantie dat zijn fout tot zijn ontslag kon leiden. Daarentegen werd hij erom gewaardeerd. Het betekende de belangrijkste omslag voor het magazine in de honderd jaar erop, waar in het vervolg nadrukkelijk meer plaats kwam voor artikelen over onbekende gebieden die begeleid werden met fotoreportages.

## Sharbat Gula
Vanaf 1960 verschenen er ook foto's op de omslag. Wellicht het bekendst is de foto van de toen nog anonieme Sharbat Gula, een Afghaanse vluchteling, die in juni 1985 op de omslag werd getoond. Met haar indringende groene ogen werd het Pathanen-meisje wereldwijd bekend als Afghan girl.
Steve McCurry nam de foto in 1984 in een vluchtelingenkamp bij de grens met West-Afghanistan. In 2002, na de inval in Afghanistan, werd ze uiteindelijk opgespoord. Dit resulteerde in een artikel in het tijdschrift en een televisiedocumentaire. Uit naam van het genootschap werd ook een fonds met haar naam opgezet, dat zich inzet voor onderwijs voor vrouwen in Afghanistan.

## Meer edities
In 1995 werd de eerste editie in het buitenland opgestart, in het Japans. Sindsdien zijn er 30 verschillende uitgaven buiten de Verenigde Staten ontwikkeld, waaronder een internationale Engelse editie. Andere talen waarin National Geographic uitkomt zijn: Bahasa Indonesia, Bulgaars, Chinees, Deens, Duits, Fins, Frans, Hebreeuws, Hongaars, Italiaans, Koreaans, Kroatisch, Nederlands, Grieks, Noors, Pools, Portugees, Roemeens, Russisch, Spaans, Tsjechisch, Turks en Zweeds.
De lokale edities bestaan vaak uit een mix van vertaalde artikelen uit het oorspronkelijke tijdschrift en lokale reportages.
De Nederlandstalige editie van National Geographic beleefde zijn eerste uitgave in oktober 2000.
In september 2004 verscheen ook de eerste Nederlandstalige National Geographic Junior een tijdschrift voor kinderen vanaf 9 jaar.

## Oplage

### Nederland

#### National Geographic
| Jaar | Betaalde gerichte oplage | Totaal verspreide oplage |       |
| ---- | ------------------------ | ------------------------ | ----- |
| 2004 | 134.037                  | 162.415                  | [ 3 ] |
| 2006 | 129.401                  | 147.405                  | [ 4 ] |
| 2007 | 117.760                  | 134.384                  | [ 5 ] |
| 2011 | 109.140                  | 114.019                  | [ 6 ] |
| 2012 | 108.907                  | 115.185                  | [ 7 ] |
| 2022 | 38.772                   | 38.850                   |       |

#### National Geographic Historia
| Jaar | Betaalde gerichte oplage | Totaal verspreide oplage |
| ---- | ------------------------ | ------------------------ |
| 2022 | 20.646                   | 25.220                   |